# Сенешци
Сенешци (на словенски: Senešci) е село в Словения, Подравски регион, община Ормож. Според Националната статистическа служба на Република Словения през 2015 г. селото има 239 жители.